# Halcyon Birds
Singles de Broken Back
Happiest Man On Earth
(2016) Excuses
(2016)
Halcyon Birds (en français Les oiseaux Halcyon) est un single de chanteur Broken Back extrait de son premier album studio Broken Back (2016). La chanson fait référence à la mythologie grecque de l'alcyon. « Les deux personnages principaux se demandent si leur amour sera à la hauteur de la légende et s’ils renaitront eux aussi comme deux oiseaux Halcyon ».

## Classement
| Classement (2016-17) | Meilleure position |
| -------------------- | ------------------ |
| France (SNEP)        | 39                 |

## Certification
| Région | Certification | Ventes/Streams |
| --- | ------------- | -------------- |
| France (SNEP) | Platine       | 150 000‡       |
| *Ventes selon la certification ^Mise en rayon selon la certification xNon précisé par la certification ‡ventes/streaming selon la certification |               |                |